# Međuopćinska nogometna liga Varaždin 1979./80.
Međuopćinska nogometna liga Varaždin za sezonu 1979./80. je bila liga 6. stupnja Nogometnog prvenstva Jugoslavije. 
 Sudjelovalo je 13 klubova, a prvak je bila "Podravina" iz Ludbrega. 

## Ljestvica
| mj. | klub                          | ut. | pob. | ner. | por. | gol+ | gol- | bod |
| --- | ----------------------------- | --- | ---- | ---- | ---- | ---- | ---- | --- |
| 1.  | Podravina Ludbreg             | 24  | 16   | 4    | 4    | 75   | 47   | 36  |
| 2.  | Dubravka Turčin               | 24  | 15   | 4    | 5    | 54   | 29   | 34  |
| 3.  | Mladost (Varaždin – Biškupec) | 24  | 12   | 5    | 7    | 56   | 40   | 29  |
| 4.  | Marof (Novi Marof)            | 24  | 12   | 5    | 7    | 50   | 40   | 29  |
| 5.  | Plitvica Črnec                | 24  | 11   | 5    | 8    | 34   | 32   | 27  |
| 6.  | Mladost Sigetec               | 24  | 9    | 6    | 9    | 60   | 58   | 24  |
| 7.  | Budućnost Vidovec             | 24  | 9    | 6    | 9    | 52   | 53   | 24  |
| 8.  | Orač Petrijnec                | 24  | 10   | 2    | 12   | 50   | 56   | 22  |
| 9.  | Sloga Slokovec                | 24  | 8    | 6    | 10   | 44   | 53   | 22  |
| 10. | Zadrugar Hrastovsko           | 24  | 7    | 6    | 11   | 51   | 54   | 20  |
| 11. | Podravac Svibovec             | 24  | 8    | 2    | 14   | 33   | 51   | 18  |
| 12. | Zelengaj Kućan Donji          | 24  | 7    | 3    | 14   | 44   | 52   | 17  |
| 13. | Polet Tuhovec                 | 24  | 3    | 4    | 17   | 24   | 62   | 10  |

- Črnec – tadašnji naziv za Črnec Biškupečki

## Rezultatska križaljka
| kratica | klub                 | BUD | DUB | MAR | MLAS | MLAVB | ORAČ | PLI | PODA | PODI | POL | SLO | ZAD | ZEL |
| --- | -------------------- | --- | --- | --- | ---- | ----- | ---- | --- | ---- | ---- | --- | --- | --- | --- |
| BUD | Budućnost Vidovec    |     |     |     |      |       |      |     |      |      |     |     |     |     |
| DUB | Dubravka Turčin      |     |     |     |      |       |      |     |      |      |     |     |     |     |
| MAR | Marof (Novi Marof)   |     |     |     |      |       |      |     |      |      |     |     |     |     |
| MLAS | Mladost Sigetec      |     |     |     |      |       |      |     |      |      |     |     |     |     |
| MLAVB | Mladost Varaždin     |     |     |     |      |       |      |     |      |      |     |     |     |     |
| ORAČ | Orač Petrijnec       |     |     |     |      |       |      |     |      |      |     |     |     |     |
| PLI | Plitvica Črnec       |     |     |     |      |       |      |     |      |      |     |     |     |     |
| PODA | Podravac Svibovec    |     |     |     |      |       |      |     |      |      |     |     |     |     |
| PODI | Podravina Ludbreg    |     |     |     |      |       |      |     |      |      |     |     |     |     |
| POL | Polet Tuhovec        |     |     |     |      |       |      |     |      |      |     |     |     |     |
| SLO | Sloga Slokovec       |     |     |     |      |       |      |     |      |      |     |     |     |     |
| ZAD | Zadrugar Hrastovsko  |     |     |     |      |       |      |     |      |      |     |     |     |     |
| ZEL | Zelengaj Kućan Donji |     |     |     |      |       |      |     |      |      |     |     |     |     |
| |                      |     |     |     |      |       |      |     |      |      |     |     |     |     |
| podebljan rezultat - utakmice od 1. do 13. kola (1. utakmica između klubova) rezultat normalne debljine - utakmice od 14. do 26. kola (2. utakmica između klubova) rezultat nakošen - nije vidljiv redoslijed odigravanja međusobnih utakmica iz dostupnih izvora rezultat smanjen * - iz dostupnih izvora nije uočljiv domaćin susreta prekrižen rezultat - poništena ili brisana utakmica p - utakmica prekinuta 3:0 p.f. / 0:3 p.f. - rezultat 3:0 bez borbe |                      |     |     |     |      |       |      |     |      |      |     |     |     |     |

 Izvori:

## Unutarnje poveznice
- Zona Varaždin – Čakovec – Krapina 1979./80.